# 加古川小2女児殺害事件
加古川小2女児殺害事件（かこがわしょうにじょじさつがいじけん）とは、2007年（平成19年）10月16日に日本の兵庫県加古川市別府町新野辺の住宅街で、小学2年生の女児A（当時7歳）が刺殺された殺人事件である。
物的証拠や目撃証言の乏しさなどから、長らく被疑者の逮捕には至らず未解決となっていたが、2024年（令和6年）11月に津山小3女児殺害事件で無期懲役が確定していた受刑者の男Kが関与していることを供述、殺人容疑で逮捕された。またKは2006年（平成18年）9月28日に兵庫県たつの市新宮町で小学4年生の女児（当時9歳）が男に胸など数か所を刃物で刺されて重傷を負った殺人未遂事件への関与も認めており、同事件の殺人未遂容疑でも逮捕されている。

## 事件発生
2007年（平成19年）10月16日18時5分ごろ、加古川市別府町で加古川市立別府小学校2年生の女児A（当時7歳）が近くの公園から帰宅して、自宅の東側に自転車を置いて家に入ろうとした時に、玄関前で刺される事件が発生。事件発生直後、家に居た家族4人がAの悲鳴を聞いてすぐに駆けつけたが、すでに犯人の姿はなかった。
Aには正面から胸と腹部の計2か所に果物ナイフと見られる刃物で刺された傷があり、18時6分に119番通報で駆けつけた救急隊が現場に到着。兵庫県立こども病院への搬送中に救急隊員が犯人について尋ねた際に、Aは薄れていく意識の中で「大人の人……男……」と答えた。19時46分、搬送先の病院でAの死亡が確認された。県警は2人に面識がなかったとしている。

## 捜査
事件後、兵庫県警察捜査一課と所轄の加古川警察署は殺人事件と断定、加古川署に捜査本部を設置した。
現場には200 mlの血溜まりがあった他、幅2 cmの心臓や腸まで達するほど深い傷を受けたことから、死因は失血死とされた。またこの刺し傷は刃を上向きに、ほぼ水平に刺されていたことから、Aは背後から襲われたと推測された。

### 目撃情報等
事件発生直後に現場近くの幹線道路を大声を挙げながら北の方向へ自転車で走る不審な男性が複数人に目撃されている。
2008年（平成20年）7月30日付で警察庁により、捜査特別報奨金制度対象事件に指定されたが、2年後の2010年（平成22年）7月29日付で指定が打ち切られた。同年時点では兵庫県警が40人態勢で捜査を継続していたが、有力な情報提供はなされていなかった。2023年9月末の時点で560件ほどの目撃情報が寄せられていて、この内11件が2022年10月以降に寄せられたものであった。

### 兵庫県警による分析
県警は「大人の男」という女児のダイイング・メッセージについては「犯人が女児の顔見知りならこのような言い方はまずしない。見ず知らずの人間か、犯人が一方的に女児を知っていた可能性がある」と分析している。

### 男Kの供述
2024年（令和6年）11月6日、『神戸新聞』などの報道各社は、この加古川市の事件より3年前の2004年（平成16年）に発生した津山小3女児殺害事件の犯人として、2023年に無期懲役が確定していた男K・K（当時45歳）が加古川事件への関与を口にした、と報道した。Kは津山事件で無期懲役が確定し、徳島刑務所で服役していたが、2024年5月末ごろから兵庫県警による任意の事情聴取を受け、当初は否認していたものの、後に加古川の事件への関与を認めた。また、たつの市新宮町で2006年に発生した小4女児刺傷事件（以下「たつの市事件」）についても関与を認めており、兵庫県警の捜査により、刃物を使って女児を襲うという事件の特徴などから、当時加古川市に住んでいたKの関与が浮かんだのだという。またKは津山小3女児殺害事件の刑事裁判では無罪を主張していたが、たつの市の事件で逮捕される直前の2024年8月から9月に収監先の徳島刑務所からフリーライターの高橋ユキ宛に書いた手紙で、公判中の無罪主張を翻して自身が津山事件の犯人である事実を認める旨や、たつの・加古川の両事件も自身の犯行である旨を綴っていた。なお、Kがこれらの事件で捜査線上に浮上したきっかけは、姫路市で2015年5月に中学3年生の女子生徒の腹などを刺して重傷を負わせた殺人未遂事件（懲役10年が確定）であるとされている。
兵庫県警捜査一課とたつの警察署は11月7日、たつの市事件での殺人未遂の容疑で、Kを逮捕した。Kは容疑を認めた一方、殺意については否定した。同月27日、県警は加古川の事件での殺人容疑でKを再逮捕し、Kの身柄をたつの警察署から加古川署へ移送した。

## 事件の影響など
事件発生後、Aが通っていた別府小学校は集団登校を実施した他、防犯パトロールカーが警備を行った。また兵庫県内各地の小学校でも同様の対策が行われた。
事件後、現場から約2 km北西の加古川市尾上町池田では一緒に遊んでいた小学2年生の女児2人（当時7歳および8歳）が30歳代から40歳代の男により、頭を棒で叩かれるなどの暴行を受けて軽傷を負う事件が発生している。
『神戸新聞』は社説で、県内各地で少女が襲われた事件に関与したとされているKがこの加古川市の事件やたつの市の事件で被疑者として逮捕されたことを受け、県警には特定地域で類似事件が相次いだ点を重く受け止め、それぞれの初動捜査や捜査方針には問題はなかったのか、また事件の連続発生を食い止めて防犯対策に生かすことはできなかったのかなどといった課題を検証してほしいと評している。